# 吴永光
吴永光（1919年—1982年），原名吴世昌，男，湖北大悟人，中华人民共和国军事人物，中国人民解放军少将，曾任武汉军区政治部副主任。